# Parchau
Parchau is een plaats en voormalige gemeente in de Duitse deelstaat Saksen-Anhalt. Het maakt sinds 1 december 2002 deel uit van de gemeente Stadt Burg (Burg (bij Magdeburg)) in de Landkreis Jerichower Land.
Parchau ligt 2 km ten zuiden van de oostoever van de Elbe, ongeveer 6 km ten noorden van de stad Burg. 
Door het dorp loopt een oude, in het verleden tot een afwateringskanaal uitgegraven, 14 km lange rivierarm van de Elbe, genaamd Herrenseegraben. Bij Parchau begint deze waterloop in een meertje, de 50 hectare grote Parchauer See. Op en in dit meertje mag men in beperkte mate aan watersport doen; er is een aantal hengelstekken voor houders van een Duitse visakte, want het meer is visrijk. Enig strandvermaak is ook mogelijk. Er is een vakantiehuisjespark en een camping aanwezig. Het gehele gebied tussen Parchau en de Elbe maakt deel uit van het biosfeerreservaat Midden-Elbe. De bossen ten zuiden van Parchau zijn overwegend dennenbos (productiebos).
Parchau is vermoedelijk in de 7e eeuw gesticht door Slavische mensen. In de 12e eeuw vestigden er zich Duitsers, zie Oostkolonisatie. Het is steeds een weinig belangrijk boeren- en vissersdorp gebleven.

## Afbeeldingen

Gezicht op Parchau vanaf de overkant van de Elbe
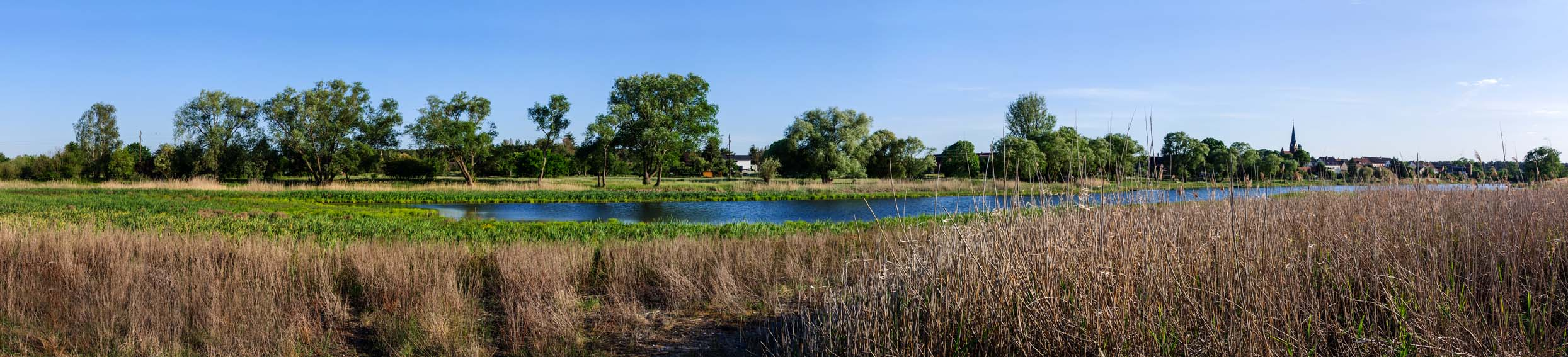
Idem vanaf de Parchauer See
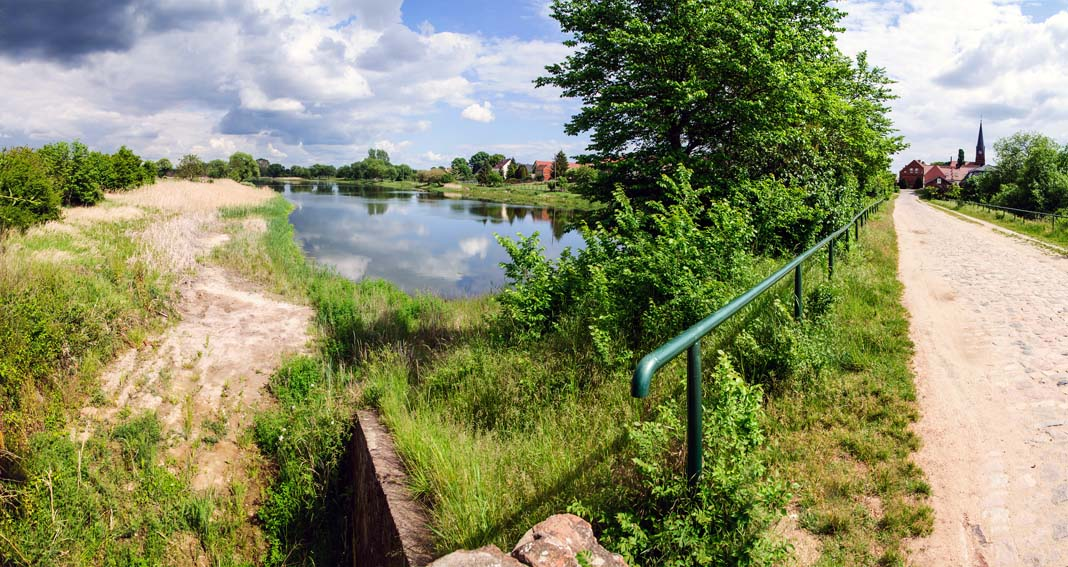
Tussen het dorp en de Parchauer See
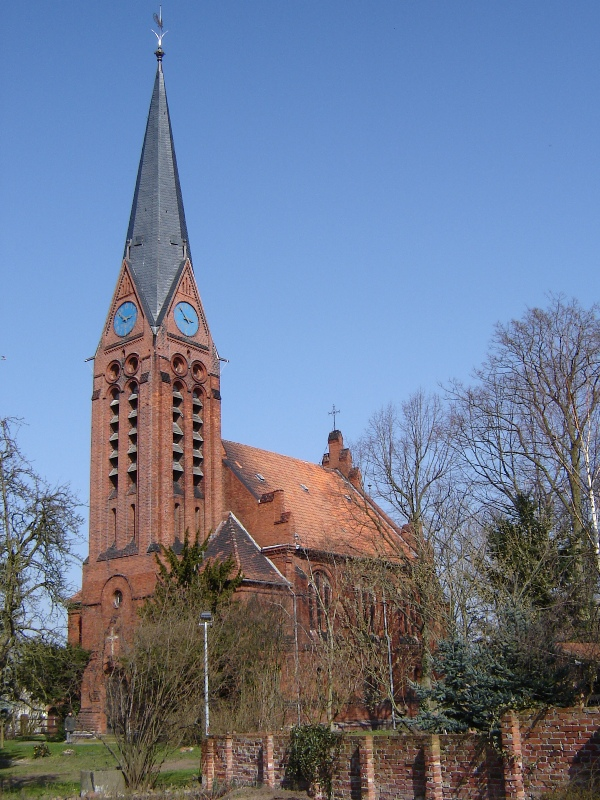
Kerk in Parchau (1897)
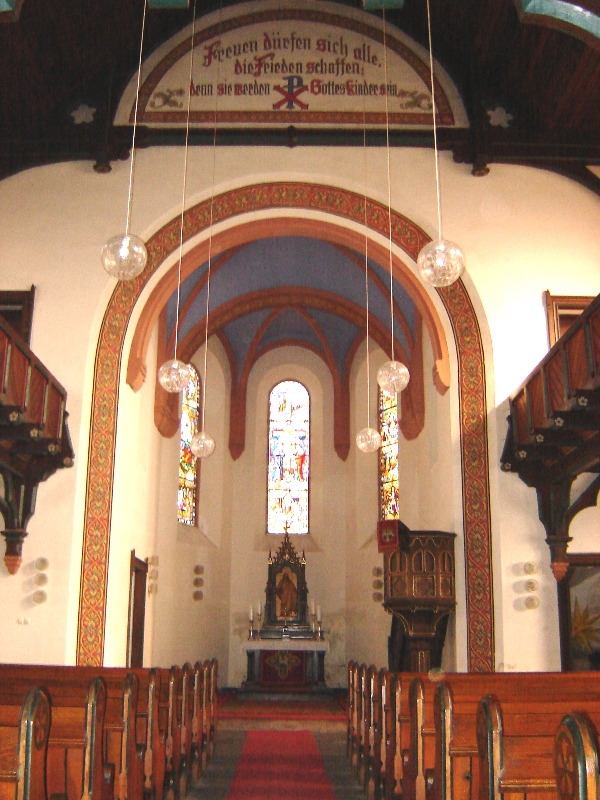
Interieur van dit kerkgebouw